# Diva (canción de Lali)
«Diva» es una canción interpretada por la cantante argentina Lali, coescrita por ella y Martín D'Agosto, Danilo Amerise Díaz y Mauro De Tommaso y producida por estos dos últimos junto a Lex Luthorz. Fue lanzada el 27 de enero de 2022 a través de Sony Music Argentina, como segundo sencillo de su quinto álbum de estudio, Lali (2023). La canción compuesta a manera de canción pop, neo soul y R&B, en la cual Lali habla irónicamente del estatus de diva y presenta múltiples referencias a elementos icónicos de la cultura pop. Asimismo, incluye referencias y autocomparaciones con los íconos del pop Marilyn Monroe, Cher y Britney Spears.
La canción fue el segundo lanzamiento de la trilogía musical de #LALI2022, después de «Disciplina» y precediendo a «Como tú», con la cual la cantante anunció su regreso musical, después de lo que fueron sus últimas producciones más vinculadas a trap latino y el reguetón, en su último álbum de estudio, Libra (2020).
El video musical contó la con producción de The Movement y dirección de Renderpanic, y fue recibido positivamente. De acuerdo con la cantante, el video trata sobre la idea de éxito, riqueza y materialismo de una diva y, en contrariamente, el vacío y soledad que las acompaña en su vida.

## Antecedentes y lanzamiento
Dos semanas después del lanzamiento de su primer sencillo de 2022, «Disciplina», Lali anunció que el próximo 27 de enero estaría disponible su nuevo tema, «Diva». Con un adelanto de lo que sería el video del single, causó furor entre sus fanáticos y se volvió tendencia en las redes sociales. En el clip de tan solo 15 segundos, se la pudo ver lucir un outfit completamente dorado en un fondo negro. Mientras realiza sensuales pasos de baile, es observada por una persona con el rostro cubierto que se ubica en un palco.

## Composición
«Diva» es una canción downtempo que fusiona pop, neo soul y R&B. Sus letras encuentran a Lali jactándose irónicamente de su estatus de diva, a menudo reconocido, una mujer célebre con un talento sobresaliente en el mundo de la música popular. Desde el inicio de su carrera, los medios de comunicación le han otorgado los títulos de "diva del pop", "reina del pop argentino", o "reina actual del pop latino", entre otros. La letra presenta múltiples referencias a elementos icónicos de la cultura pop que a menudo se asocian con el estilo de vida de una diva, como los Red Bottoms de Louis Vuitton, los bolsos de Chanel, los jets privados y la seda egipcia. También incluye referencias y autocomparaciones con los íconos del pop Marilyn Monroe, Cher y Britney Spears.
Musicalmente, la canción se asemeja a un estilo de finales de los 90 y principios del 2000 con un descanso o interludio con aplausos, voces que animan, percusiones y efectos de sonido. La misma ha sido comparada con «(You Drive Me) Crazy» de Britney Spears y, «Llamame» y «Buenos Aires» de Nathy Peluso.

## Recepción

### Comentarios de la crítica
Patricia Festa del sitio web Filo News, describió en su evaluación: «Esta premisa le permite a Lali salirse de los versos clichés que suelen tener las canciones pop y demostrar que puede ir más allá cuando se lo propone»; y además, eligió la producción de Dano Díaz, calificandólo como un «10/10».

## Video musical

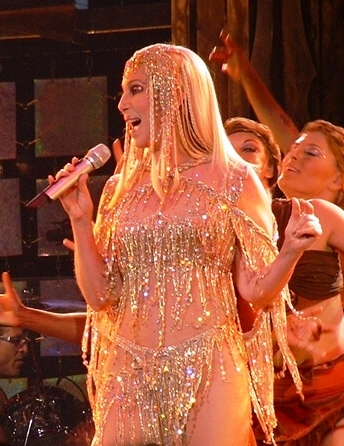
Lali aparece con un vestido que recuerda a Cher en 1978.

Al igual que el sencillo, el video musical se estrenó en Vevo el 27 de enero de 2022, con producción de The Movement y dirección de Renderpanic. Con una estética minimalista, el videoclip comienza con Lali saliendo de una caja fuerte para subirse a un escenario circular, realizar una coreografía de jazz-hip hop al ritmo de la canción e interpretar la canción. La cámara rodea a la protagonista, mientras un grupo de personas la observan a lo lejos y su cuerpo se va cubriendo progresivamente de dorado hasta convertirse en una estatua de oro. En una entrevista con La Voz de Galicia, la cantante explicó de qué trataba el video diciendo que:

«[La diva que interpreto] termina convirtiéndose en una estatua dorada, alguien vacío. Usé el elemento oro para materializar la idea de riqueza, éxito y poder. Pero a fin de cuentas, el peligro es esa lágrima de oro, es esa soledad. De ahí vino la decisión de aparecer sola en el vídeo. Si hubiese puesto bailarines ya habría compañía. Pero no, ella está sola. Todo el rato.».
Lali

Con respecto al vestuario, al inicio del clip Lali lució un minivestido dorado con espalda al descubierto y falda de tiras dispuestas de manera desordenada y amorfa. Para el calzado eligió unos zapatos con taco de aguja, también dorados. Este vestuario rinde homenaje al verso de la canción, «bailo como Britney [Spears], visto como Cher», utilizando un vestido dorado similar al conocido vestido de Bob Mackie que usó Cher en 1978. Para la segunda parte del clip, se mostró con un conjunto de ropa interior, también en color dorado. Completó el outfit con un beauty look: pelo suelto, despeinado y con flequillo impregnado de un leve tinte lila. Finalizó con brillos dorados sobre toda la superficie de la piel.

## Interpretaciones en directo
Lali interpretó la canción por primera vez en su gira mundial Disciplina Tour, durante el concierto inicial de la gira el 23 de junio de 2022. En la etapa sudamericana, fue la séptima canción del repertorio, la cual abrió el segundo bloque del show. Previo al ingreso de la cantante, en la pantalla central del escenario se reproduce un video con un fragmento de una entrevista de Cher con la periodista estadounidense Jane Pauley en donde hace referencia a que «los hombres son un lujo, no una necesidad», acompañado de discurso de empoderamiento pop. Allí lució un vestido dorado con flecos, similar al que vistió en el video oficial del sencillo.
El 11 de septiembre de 2022, Lali interpretó la canción en la final de la cuarta edición de La Voz Argentina junto a Ángela Navarro, finalista de su equipo. Posteriormente, la canción también fue incluida en el repertorio de la gira Lali Tour.

## Créditos y personal
Adaptados desde Jaxsta.

### Producción
- Lali: voz, composición
- Mauro De Tommaso: composición, producción, teclados, caja de ritmos
- Danilo Amerise Díaz: composición, producción, teclados
- Martin D'Agosto: composición
- Lex Luthorz: producción
- Brian Taylor: guitarra

### Técnico
- Mauro De Tommaso: ingeniero de grabación
- Javier Fracchia: ingeniero de masterización
- Javier Caso: ingeniero de grabación, asistente de A&R
- Lewis Pickett: ingeniero de mezcla
- Brian Taylor: ingeniero de grabación
- Federico Kalwill: coordinador de A&R
- Pablo Durand: director de A&R

## Posicionamiento en listas
| País (Lista 2022)                   | Posición más alta |
| ----------------------------------- | ----------------- |
| Argentina Nacional (Monitor Latino) | 14                |
| Argentina Hot 100 (Billboard)       | 80                |

## Historial de lanzamientos
| País   | Fecha               | Formato(s)                  | Discográfica         | Ref.   |
| ------ | ------------------- | --------------------------- | -------------------- | ------ |
| Varios | 27 de enero de 2022 | Descarga digital, streaming | Sony Music Argentina | [ 24 ] |